# Elizabeth Hosking
Elizabeth Hosking (Longueuil, 22 luglio 2001) è una snowboarder canadese, specialista nell'halfpipe.

## Biografia
Specialista nell'halfpipe e attiva in gare FIS dal dicembre 2014, la Hosking ha esordito in Coppa del Mondo l'8 settembre 2017 giungendo 28ª a Cardrona e ha ottenuto il suo primo podio il 16 dicembre 2022 a Copper Mountain, classificandosi 2ª nella gara della stessa specialità vinta dalla spagnola Queralt Castellet. Ai Mondiali di Bakuriani 2023 ha conquistato la sua prima medaglia iridata, l'argento nell'halfpipe.

## Palmarès

### Mondiali
- 1 medaglia:
  - 1 argento (halfpipe a Bakuriani 2023)

### Mondiali juniores
- 1 medaglia:
  - 1 bronzo (halfpipe a Cardrona 2018)

### Coppa del Mondo
- Miglior piazzamento nella Coppa del Mondo di halfpipe: 2ª nel 2023
- 3 podi:
  - 2 secondi posti
  - 1 terzo posto